# Mallotus rufidulus
Mallotus rufidulus är en törelväxtart som först beskrevs av Friedrich Anton Wilhelm Miquel, och fick sitt nu gällande namn av Johannes Müller Argoviensis. Mallotus rufidulus ingår i släktet Mallotus och familjen törelväxter. Inga underarter finns listade i Catalogue of Life.